# Alice Hathaway Lee Roosevelt
Alice Hathaway Lee Roosevelt (Chestnut Hill, 29 luglio 1861 – New York, 14 febbraio 1884) è stata un'attivista statunitense.

## Biografia
Era la figlia del banchiere George Cabot Lee, e di sua moglie, Caroline Watt Haskell. Considerata alta per l'epoca, aveva "gli occhi grigio-azzurri e lunghi capelli d'oro" ed era stata descritta come straordinariamente bella e affascinante. La sua famiglia e gli amici la chiamavano "Sunshine", per la sua indole allegra.

## Matrimonio
Alice incontrò Theodore "TR" Roosevelt, Jr. il 18 ottobre 1878, presso la casa dei suoi parenti e vicini di casa, i Saltonstall. Presso l'Università di Harvard, Roosevelt era un compagno di classe di suo cugino, Richard Middlecott "Dick" Saltonstall.
Alice ricevette una proposta di matrimonio da parte di Roosevelt nel giugno 1879, ma aspettò otto mesi prima di accettare. Il loro fidanzamento fu annunciato il 14 febbraio 1880.
Le nozze furono celebrate il 27 ottobre 1880 presso la Unitarian Church a Brookline. La luna di miele è stata ritardata fino all'estate successiva a causa dell'ammissione di suo marito alla Columbia Law School. Dopo aver trascorso le prime due settimane del loro matrimonio nella casa di famiglia a Oyster Bay, la coppia andò a vivere con la madre di Theodore.
Insieme al marito, partecipò alla vita sociale di New York e a un tour in Europa per cinque mesi nel 1881. Nell'ottobre 1882 si trasferirono ad Albany.

## Morte
Alice diede alla luce una bambina alle 20:30 del 12 febbraio 1884; la bambina venne chiamata Alice Roosevelt Longworth. Il marito era ad Albany a un'assemblea. Dopo, Roosevelt ricevette un telegramma sulla salute della moglie, infatti Alice era in stato semi-comatoso. Rimase con lei per diverse ore finché morì nel pomeriggio del 14 febbraio per un'insufficienza renale non diagnosticata. È stato determinato che la sua gravidanza aveva mascherato la malattia.
Nel periodo immediatamente successivo alla sua morte, il marito affidò le cure della figlia appena nata alla zia Anna "Bamie" Roosevelt, sua sorella maggiore. Grazie alla zia, Alice Lee imparò a conoscere la madre. Roosevelt e la sua seconda moglie, Edith Kermit Carow, presero la custodia della figlia quando aveva tre anni.
Fu sepolta al Green-Wood Cemetery a Brooklyn, accanto alla suocera, che era morta poche ore prima di lei.